# Mirto Davoine
Mirto Davoine, vollständiger Name Mirto Lenín Davoine Genta, (* 13. Februar 1933 in Montevideo) ist ein ehemaliger uruguayischer Fußballspieler.

## Verein
Defensivakteur Davoine stand von 1949 bis 1957 in Reihen des Club Atlético Peñarol. In den Jahren 1949, 1951, 1953 und 1954 gewannen die Aurinegros jeweils die uruguayische Meisterschaft in der Primera División. Davoine wird allerdings erstmals in der Saison 1952 als Spieler der Stammelf geführt, in der er die Position des linken Verteidigers ("Back izquierdo") bekleidete. Sein Partner in der Verteidigung war in jenem Jahr Joel Romero. 1953 und 1954 bildete er dann als Stammspieler mit Francisco Vanoli das Verteidigerpärchen. 1955, 1956 und 1957 wechselten sich an seiner Seite auf der Position des rechten Verteidigers Vanoli und William Martínez ab. In den Spielzeiten 1960/61 und 1961/62 spielte er in Spanien bei RCD Mallorca. In der ersten Saison wurde er neunmal, in der zweiten sechsmal eingesetzt. Andere Quellen weisen zehn Spiele für die erste Spielzeit aus.

## Nationalmannschaft
Davoine war Mitglied der A-Nationalmannschaft Uruguays. Er nahm mit der Celeste an der Weltmeisterschaft 1954 teil. Im Verlaufe des Turniers kam er allerdings nicht zum Einsatz.

## Erfolge
- Uruguayischer Meister: 1949, 1951, 1953, 1954